# Экман, Ульф
Ульф Экман (швед. Ulf Ekman; 8 декабря 1950, Гётеборг) — шведский религиозный деятель, основатель и пастор харизматической церкви «Слово жизни», миссионер, проповедник. Сторонник экуменистического движения в христианстве. В 2014 году объявил о переходе в католицизм.

## Биография
Родился в Гётеборге 8 декабря 1950 года. 28 мая 1970 года, несколькими днями ранее того, как он окончил школу, он становится убеждённым христианином-протестантом. Он поступает в Упсальский университет и несколько лет изучает этнографию, историю и теологию. Некоторое время он был членом маоистской партии Коммунистическая лига марксистов-ленинцев.

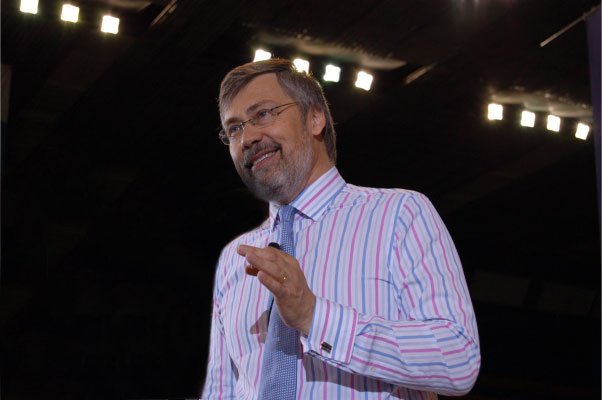
Ульф Экман во время проповеди. Москва, 2000-е гг.

Весной 1976 года Экман познакомился с Биргиттой Нильсон, дочерью протестантского миссионера в Северной Индии, на которой затем женился. В браке родилось трое сыновей.
В январе 1979 года Ульф Экман становится служителем Церкви Швеции. Несколько лет он работает капелланом в Уппсальском университете. Проповеди Экмана имеют успех у студентов, однако их характер не устраивает церковное руководство, вследствие чего Экмана снимают с поста капеллана. После этого Ульф Экман уезжает вместе с своей семьёй в США и год обучается в «Библейском Центре Обучения „Рема“» (Rhema Bible Training Center). Данный центр, фактически, является центром распространения классической теологии «полного Евангелия» в США.
В 1983 году Ульф Экман официально покидает Церковь Швеции и основывает харизматическую церковь «Слово жизни» в Уппсале и «Библейскую школу» (религиозные курсы, созданные с целью совместного исповедания, распространения и изучения учения Экмана). Выступал по всему миру, также занимался преподавательской деятельностью в Библейском Центре «Слово жизни».
Ульф Экман являлся Президентом и основателем университета «Слово жизни» (англ. Livets Ord University) совместно с Университетом Орала Робертса (англ. Oral Roberts University) в г. Талса, штат Оклахома. Пастор Экман является членом попечительского совета университета с 1997 года. Одновременно с сильным сопротивлением, как со стороны властей, так и со стороны Церкви Швеции, похожие на «Слово жизни» церкви стали появляться по всей Скандинавии. К настоящему времени они распространены во многих европейских странах, а сам Ульф Экман является частым гостем на религиозных конференциях в Скандинавии и во всём мире.
Со времени своего основания в 1983 году Центр принял более семи тысяч учащихся.
Были открыты подобные «библейские школы» в Российской Федерации, Чехии, Албании, Израиле, Индии, Украине и в Азербайджане.
С 1989 года «Слово жизни» и Ульф Экман активно занимаются миссионерской работой. За несколько лет миссией «Слово жизни» было начато более семисот христианских поместных церквей в Российской Федерации и Восточной Европе, и более трёхсот пятидесяти поместных церквей на Украине, так или иначе, являясь результатом миссионерских проектов «Слово жизни». У. Экман говорил, что каждый христианин должен быть активен «в своих миссионерских настроениях», воодушевляя менее активных членов христианской церкви.
«Поместная церковь» в Швеции, за годы руководства Экманом, насчитывала более двух тысяч членов, вела широкую миссионерскую программу, вела множество курсов и занималась выпуском книг на различных языках, а также выпускала аудиокассеты и видео с «духовным учением». Только в России было распространено более пяти миллионов книг, изданных «Словом Жизни» и «Поместной церковью». Ульф Экман регулярно проводил семинары для протестантских пасторов и лидеров во многих государствах. С февраля 2002 года Ульф Экман своими «внешними поездками» начинает международное христианское служение в «Слове жизни».

### Экумения и переход в католицизм
За несколько лет, по словам самого Ульфа Экмана, он чувствовал необходимость объединения церквей в одно единое христианское движение. По заявлениям прессы, например в интервью журналу «Charisma» в 2012 году, Экман утверждал следующее:
Бог говорит мне также сильно о единстве, как раньше Он говорил мне о вере. С секуляризмом и исламом, захватившими Европу, призывов к возрождению недостаточно. В наше время нужно сильное, эффективное единство, включая исторические церкви.
С июня 2013 года по февраль 2014 года Экман оставляет руководство рядом протестантских организаций, и уходит на пенсию с поста пастора, таким образом, полностью отдалаясь от официальной позиции «Слова жизни». 7 марта 2014 года Ульф Экман подаёт в отставку с поста президента международного объединения «Слово жизни». 9 марта 2014 года на воскресном богослужении в церкви «Слово жизни» в г. Уппсала, Швеция, пастор Ульф Экман и его супруга Биргитта сообщили прихожанам о своем решении присоединиться к Католической церкви. Сам он сказал, что к этому шагу его подтолкнуло общение с представителями харизматического крыла Римско-католической церкви. Новый лидер «Слова жизни» и старый друг Экмана Иоаким Люндквист сразу же поспешил уточнить, что личное заявление Экмана не меняет ничего в позиции самой церкви и её теологических взглядах. То же самое мнение выразили и прочие пасторы крупнейших церквей, входящих в объединение.
В настоящее время проживает в городе Уппсала.
Ульф Экман — автор приблизительно тридцати книг, главным образом о влиянии христианства на жизнь человека и о различных аспектах христианской теологии.

### Книги
- Helig eld och levande stenar, 2009 ISBN 978-91-7866-7161
- Andliga rötter, 2009, ISBN 978-91-7866-708-6
- Pastor Ulf. Samtal med Ulf Ekman, 2008 (Intervjubok av Siewert Öholm) ISBN 91-7055-381-5
- En helig kallelse, 2007, ISBN 91-7866-668-6 (eng. 2007)
- Tag och ät, 2005, ISBN 91-7866-631-7
- Älskade, hatade Israel, 2004, ISBN 91-7866-574-4 (eng. 2004, no 2004)
- En andlig ledare, 2003, ISBN 91-7866-532-9 (ry. 2003, eng. 2005)
- Dagen då Gud sökte mig, 2003, ISBN 91-7866-533-7
- Jesus, 2002, ISBN 91-7866-507-8 (no. 2003, ry. 2004)
- Skapad för att lyckas, 2000, ISBN 91-7866-406-3, (ry. 2001, no. 2002)
- Det kreativa sinnet, 1999, ISBN 91-7866-399-7 (ry. 2000, eng. 2001, no. 2001)
- I found my destiny. The story of Ulf Ekman and Word of Life, Sweden, 1999, ISBN 91-7866-394-6
- Bön som skakar nationen, 1997, ISBN 91-7866-377-6 (no. 1997, eng. 1998)
- Denna välsignade press! historien om Livets ord, 1996, 2004, ISBN 91-7866-359-8
- Smörjelse — manifestationer av den helige Ande, 1996, ISBN 91-7866-348-2 (no. 1996, ry. 2001, eng. 2002)
- Doktriner. Den kristna trons grundvalar, 1995, ISBN 91-7866-341-5 (no. 1995, eng. 1996, ry. 1996, 2002)
- Herren är en stridsman. En handledning i andlig strid för varje troende, 1995, ISBN 91-7866-288-5 (ry. 1997, eng. 2000)
- Hur du förlöser din kapacitet i Gud, 1994, 2000, ISBN 91-7866-305-9 (no. 1995, ry. 1996, eng. 2002)
- Vägen ut ur Sodom och Gomorra, 1993, ISBN 91-972086-0-4 (no. 1993)
- Aposteln. Vägröjare och grundläggare, 1993, ISBN 91-7866-280-X (ry. 1998, eng. 1995)
- Den levande Gudens församling, 1993, ISBN 91-7866-265-6 (eng. 1994, no. 1995)
- Frimurerordenen: Hemmelig brorskap & okkult religion (med Ruben Agnarsson och Vebjørn Selbekk) ISBN 82-91311-01-3
- Judarna — framtidens folk, 1992, 3. uppl. 1995, ISBN 91-7866-210-9 (no. 1992, 1998, eng. 1993, 3. uppl. 2000, sp. 1995, isl. 1997, ry. 2004)
- Den profetiska tjänsten, 1990, 1993, ISBN 91-7866-146-3 (eng. 1993, ry. 1995)
- Ekonomisk frihet, 1989, 3. uppl. 1995, ISBN 91-7866-134-X (eng. 1990, 4. uppl. 2000, fi. 1992, ry. 1993, no. 2005)
- Starta kristna skolor! En rapport från Livets ords kristna skola (med Maj-Kristin Nilsson, Hans Gabre m fl) ISBN 91-7866-109-9
- Gud, staten och individen, 1988, ISBN 91-7866-070-X (no. 1989, eng. 1990, ry. 1990, 4. uppl. 1995)
- Auktoriteten i namnet Jesus, 1987, 1993 ISBN 91-7866-058-0 (no. 1988, ry. 1990, eng. 1993, rt. 1994)
- Tro som övervinner världen, 1985, 6. uppl. 2004, ISBN 91-7866-016-5 (eng. 6. ed. 2000, ty. 1993, ry. 1990, 4. uppl. 2004, no. 1986, 2001, fi. 1985, isl. 1988)

### Антологии
- För en tid som denna. Samlade ledare, 2002, ISBN 91-7866-479-9
- Allt förmår den som tror. Samlade predikningar, 2001, ISBN 91-7866-408-X (eng. 2002, ry. 2003)
- Dag efter dag bär han oss, 2000, 4. uppl. 2007, ISBN 91-7866-420-9 (no. 2000, eng. 2001)
- Ett liv i seger. Antologi, 1990, 4. uppl. 1994, ISBN 91-7866-169-2 (eng. 1991, 3. uppl. 2000, ry. 1993, ty. 1994)

### Брошюры
- Välsignad eller girig? Om hur jag kan leva i välsignelse fri från ekonomisk fruktan och mammonstillbedjan, 2007, ISBN 978-91-7866-683-6
- Cerkovʹ živogo Boga, 2004 (пол.)
- The origin purpose and application of the Bible, 2005
- Bön som förändrar, 2002, ISBN 91-7866-466-7
- Utvalda kapitel ur För en tid som denna: samlade ledare, 2002, ISBN 91-7866-538-8
- When the world is shaken. Ulf Ekman about September 11, 2002, ISBN 91-7866-452-7
- Kalla dig välsignad, 2001, ISBN 91-7866-447-0 (ry. 2002)
- Когда мир потрясён. Ульф Экман о терактах в США. ISBN 5-94324-013-6
- Bibelns syn på lidande, 1995, ISBN 91-7866-345-8 (eng. 2003)
- Frihet från fördömelse, 1995, ISBN 91-7866-346-6
- Guds syn på pengar, 1995, ISBN 91-7866-343-1 (eng. 2003)
- Bibeln är Guds ord, 1995, ISBN 91-7866-344-X (ry. 1997)
- Guds modell för väckelse, 1994, ISBN 91-7866-304-0
- Gud är en god Gud, 1994, ISBN 91-7866-309-1 (eng. 1995, isl. 1999, ry. 2004)
- Dopet i den helige Ande, 1994, ISBN 91-7866-289-3 (eng. 1995, no. 1996, ry. 1997)
- Vad tro är, 1994, ISBN 91-7866-302-4 (no. 1996, eng. 2002)
- Auktoriteten i namnet Jesus, 1987, 1993, ISBN 91-7866-222-2 (no. 1988, ry. 1990, eng. 1993)
- Jesus dog för dig, 1993, ISBN 91-7866-273-7 (eng. 1993, ty. 1993, 1994, no. 1996)
- Född till seger, 1992, ISBN 91-7866-224-9 (eng. 1995)
- Frikänd: du kan ha ett gott samvete, 1989, 1993 ISBN 91-7866-104-8 (eng. 2002)
- Guds plan för dig, 1989, 1994, ISBN 91-7866-099-8 (eng. 2003)
- Gud är din förbundspartner, 1989, 1993, ISBN 91-7866-118-8 (eng. 2002, ry. 2004)
- Liv och död är på din tunga, 1989, 1993, ISBN 91-7866-117-X
- Född till framgång, 1988, ISBN 91-7866-096-3 (isl. 1990)
- Gud vill hela alla!, 1988, 1993, ISBN 91-7866-092-0 (ry. 1990, eng. 1993)
- Hur man vinner seger över besvikelse och bitterhet, 1988, 1993, ISBN 91-7866-091-2 (isl. 1990, eng. 2003)
- Du kan höra vad Gud säger!, 1987, 1994, ISBN 91-7866-054-8 (no. 1988, ry. 1991, eng. 2002)
- Kraften i den nya skapelsen, 1987, 1993, ISBN 91-7866-046-7 (no. 1987, fi. 1987, eng. 1989, 1993, ty 1994, ry. 1990, 1991)
- Levande tro contra humanism, 1987, ISBN 91-7866-056-4 (no. 1988)
- Tillintetgör djävulens gärningar!, 1987, 1993, ISBN 91-7866-055-6 (isl. 1988, eng. 1989, 1993, ty. 1994, ry. 1989,)